# Powiat wielecki
Powiat w(i)elecki (także obwód w(i)elecki) – tymczasowa jednostka administracyjna istniejąca w latach 1945–1946 na terenie Pomorza Zachodniego. 
Utworzony został, podobnie jak obwód woliński, 4 października 1945 roku, po ostatecznym ustaleniu przebiegu granicy polsko-niemieckiej. W jego skład weszły przypadłe Polsce tereny niemieckiego powiatu wkryujskiego. Rozciągał się od zachodniej granicy państwa polskiego do granic administracyjnych miasta Szczecina.
Nazwa powiatu nawiązywała do dawnego słowiańskiego plemienia Wieletów. Jego stolicą było Nowe Warpno. Z powodu istnienia podległej dowództwu radzieckiemu Enklawy Polickiej stolica powiatu nie została ulokowana w znacznie większych Policach, zaś jego władze nie mogły objąć swoją administracją wschodnich terenów dawnego powiatu wkryujskiego (z miejscowościami takimi jak Trzebież).
Ze względu na nadgraniczne położenie teren powiatu był pierwotnie zastrzeżony dla osadnictwa wojskowego, w związku z czym pierwszymi osadnikami byli zdemobilizowani żołnierze, następnie ich rodziny i repatrianci z Kresów.
Rozporządzeniem Rady Ministrów z dnia 29 maja 1946 roku na terenach dawnych powiatów rędowskiego i wkryujskiego utworzono powiat szczeciński, który wszedł w skład nowego woj. szczecińskiego. 
Od 1999 roku obszar powiatu wieleckiego stanowi północną część powiatu polickiego.